# Austropotamobius
Genre
Austropotamobius est un genre de crustacés décapodes de la famille des Astacidae (écrevisses).

## Liste des espèces
Trois espèces actuelles et une fossile sont connues :
- Austropotamobius italicus (Faxon, 1914)
- Austropotamobius pallipes (Lereboullet, 1858) - Écrevisse à pattes blanches
- Austropotamobius torrentium (Schrank, 1803) - Écrevisse de torrent
- Austropotamobius llopisi (Via, 1971) †

En Europe : selon Fauna Europaea (24 déc. 2015) :
- Austropotamobius pallipes
- Austropotamobius torrentium